# Carposinoidea
Super-famille
Synonymes
Copromorphoidea Meyrick, 1905
Les Carposinoidea sont une super-famille de lépidoptères (papillons). Elle regroupe les deux familles suivantes :
- Carposinidae Walsingham, 1897
- Copromorphidae Meyrick, 1905